# Chok Chai (huyện)
Chok Chai (tiếng Thái: โชคชัย) là một huyện (amphoe) ở tỉnh Nakhon Ratchasima, đông bắc Thái Lan.

## Lịch sử
Huyện was Ban đầu có tên là Kra Thok (กระโทก). Tên được đổi thành Chok Chai năm 1945. Tên này có nghĩa là chiến thắng, được đặt để kỷ niệm chiến thắng của vua Taksin Đại đế trong cuộc chiến với quân phiệt Phimai sau khi Ayutthaya sụp đổ.

## Địa lý
Các huyện giáp ranh (từ phía bắc theo chiều kim đồng hồ) là Mueang Nakhon Ratchasima [[Amphoe Chaloem Phra Kiat, tỉnh Nakhon Ratchasima|Chaloem Phra Kiat]], Nong Bun Mak, Khon Buri và Pak Thong Chai.

## Hành chính
Huyện này được chia thành 10 phó huyện (tambon). Có ba thị trấn (thesaban tambon) within Huyện - Chok Chai nằm trên một phần của tambon Chok Chai và Krathok, 
Dan Kwian nằm trên một phần của tambon Dan Kwian và Tha Ang và Tha Yiam nằm trên toàn bộ tambon Tha Yiam.
| 1.  | Krathok             | กระโทก      |  |
| 2.  | Phlapphla           | พลับพลา      |  |
| 3.  | Tha Ang             | ท่าอ่าง       |  |
| 4.  | Thung Arun          | ทุ่งอรุณ       |  |
| 5.  | Tha Lat Khao        | ท่าลาดขาว    |  |
| 6.  | Tha Chalung         | ท่าจะหลุง     |  |
| 7.  | Tha Yiam            | ท่าเยี่ยม      |  |
| 8.  | Chok Chai           | โชคชัย       |  |
| 9.  | Lalom Mai Phatthana | ละลมใหม่พัฒนา |  |
| 10. | Dan Kwian           | ด่านเกวียน    |  |